# Kala (album)
Kala è il secondo album della cantante hip hop M.I.A., pubblicato per l'etichetta indipendente XL Recordings nel 2007.
Ha raggiunto le seguenti posizioni nelle classifiche dei migliori album del 2007:
3# posto secondo Pitchfork, 4# posto secondo The Guardian, 7# posto secondo NME, 9# posto secondo il TIME.

## Tracce
1. Bamboo Banga – 4:56
2. Birdflu – 3:21
3. Boyz – 3:25
4. Jimmy – 3:26
5. Hussel (feat. Afrikan Boy) – 4:22
6. Mango pickle down river (feat. Wilcannia Mob) – 3:51
7. 20 Dollar – 4:31
8. World Town – 3:51
9. The Turn – 3:50
10. Xr2 – 4:17
11. Paper Planes – 3:21
12. Come Around (feat. Timbaland) – 3:52